# Liebes-Fluss
Der Liebes-Fluss (chin.: 愛河 Aìhé; taiwanisch: Ài-hô) ist ein Fluss im Gebiet der Stadt Kaohsiung in Südwest-Taiwan. Er entspringt im Stadtbezirk Renwu, fließt etwa zwölf Kilometer durch die Innenstadt und mündet als Grenzfluss zwischen den Bezirken Yancheng und Qianjin durch den Hafen von Kaohsiung in die Taiwanstraße. Trotz seiner Kürze ist der Liebes-Fluss dank seiner touristischen Bedeutung einer der bekanntesten Flüsse Taiwans.

## Geschichte
Der Name des Flusses war ursprünglich Takao-Fluss, nach Takao, dem damaligen Namen der Stadt Kaohsiung. Er wurde während der Qing-Dynastie als Transportfluss für leichte Schiffe und Boote genutzt. Zur Zeit der japanischen Herrschaft über Taiwan wurden Stadt und Fluss 1920 in Kaohsiung umbenannt. Die Japaner bauten den Hafen der Stadt aus und erweiterten und vertieften das Flussbett, um den Gütertransport zum Hafen hin zu erleichtern. Auf diese Weise erhielt der Fluss seine heutige Form.

### Ursprung des heutigen Namens
Verschiedenen Berichten zufolge ist der heutige Name Liebes-Fluss das Ergebnis des Strukturwandels am Flussufer zuzüglich einer Reihe von Zufällen. Nachdem Taiwan 1945 von den Japanern an die Republik China übergeben wurde, wurden an den Ufern des Flusses Parkanlagen geschaffen, in denen die Bewohner Kaohsiungs spazieren gehen konnten. Da solche angenehmen Plätze in der Industriestadt Kaohsiung rar waren, zog der Fluss bald Liebespaare zu romantischen Spaziergängen an. Ein findiger Geschäftsmann eröffnete am Fluss einen Bootsverleih mit dem Namen Aihe youchuan suo (愛河游船所, Bootsverleih am „Liebes“-Fluss). Bei einem Taifun im Jahr 1948 brach das Geschäftsschild entzwei, nur der Teil mit den Schriftzeichen für Liebes-Fluss blieb stehen. Der Zufall wollte es, dass sich bald darauf ein unglückliches Liebespaar im Fluss ertränkte. Ein Zeitungsreporter illustrierte seinen Bericht über den Vorfall mit einem Foto des beschädigten Geschäftsschildes mit der Aufschrift Liebes-Fluss. Es ist schwer zu entscheiden, welche Umstände und Zufälle in welchem Ausmaß zur Namensgebung beitrugen; fest steht jedoch, dass der – inoffizielle – Name Liebes-Fluss sich nach dem Zweiten Weltkrieg fest im Sprachgebrauch der Einwohner Kaohsiungs einbürgerte.
1968 wurde der Fluss aus Anlass des 70. Geburtstags der Präsidentengattin Song Meiling offiziell in 仁愛河 (Ren'aihe, Fluss der Güte und Liebe) umbenannt, eine Bezeichnung, die sich im Volksmund nicht durchsetzte. 1992 schließlich wurde der Fluss auf Beschluss des Stadtrats auch offiziell Liebes-Fluss getauft.

### Wandel zur Sehenswürdigkeit
Nach dem Zweiten Weltkrieg verlor der Liebes-Fluss seine Bedeutung als Transportweg. Seine Wasserqualität wurde bald durch die voranschreitende Industrialisierung Kaohsiungs in Mitleidenschaft gezogen. Abwässer der Schwerindustrie und privater Haushalte wurden ungefiltert in den Fluss geleitet, der auf diese Weise aufs Schlimmste verschmutzt wurde. Ab 1977 begann die Stadt allmählich, Abwasserkanäle zu bauen und den Fluss zu säubern. Durch zunehmendes Umweltbewusstsein und fortgesetzte Anstrengungen gelang es, den toten Fluss wiederzubeleben; heute kann man in ihm wieder Fische und aus dem Hafen von Kaohsiung heraufgetriebene Quallen sehen.

## Tourismus
Mit der Verbesserung der Wasserqualität und der fortwährenden Verschönerung der Ufer durch Parkanlagen wurde der Liebes-Fluss zu einem beliebten Ausflugsziel für Kaohsiunger Bürger und auch für auswärtige Touristen. Die Uferpromenaden ziehen Spaziergänger und Jogger an, es gibt Restaurants, Cafés und Straßenkünstler. Manchmal werden am Liebes-Fluss auch Konzerte veranstaltet. Eine weitere Attraktion sind Flussrundfahrten auf kleinen, „Liebesboot“ genannten Ausflugsschiffchen. Am Liebes-Fluss finden außerdem Veranstaltungen anlässlich traditioneller chinesischer Feste statt:

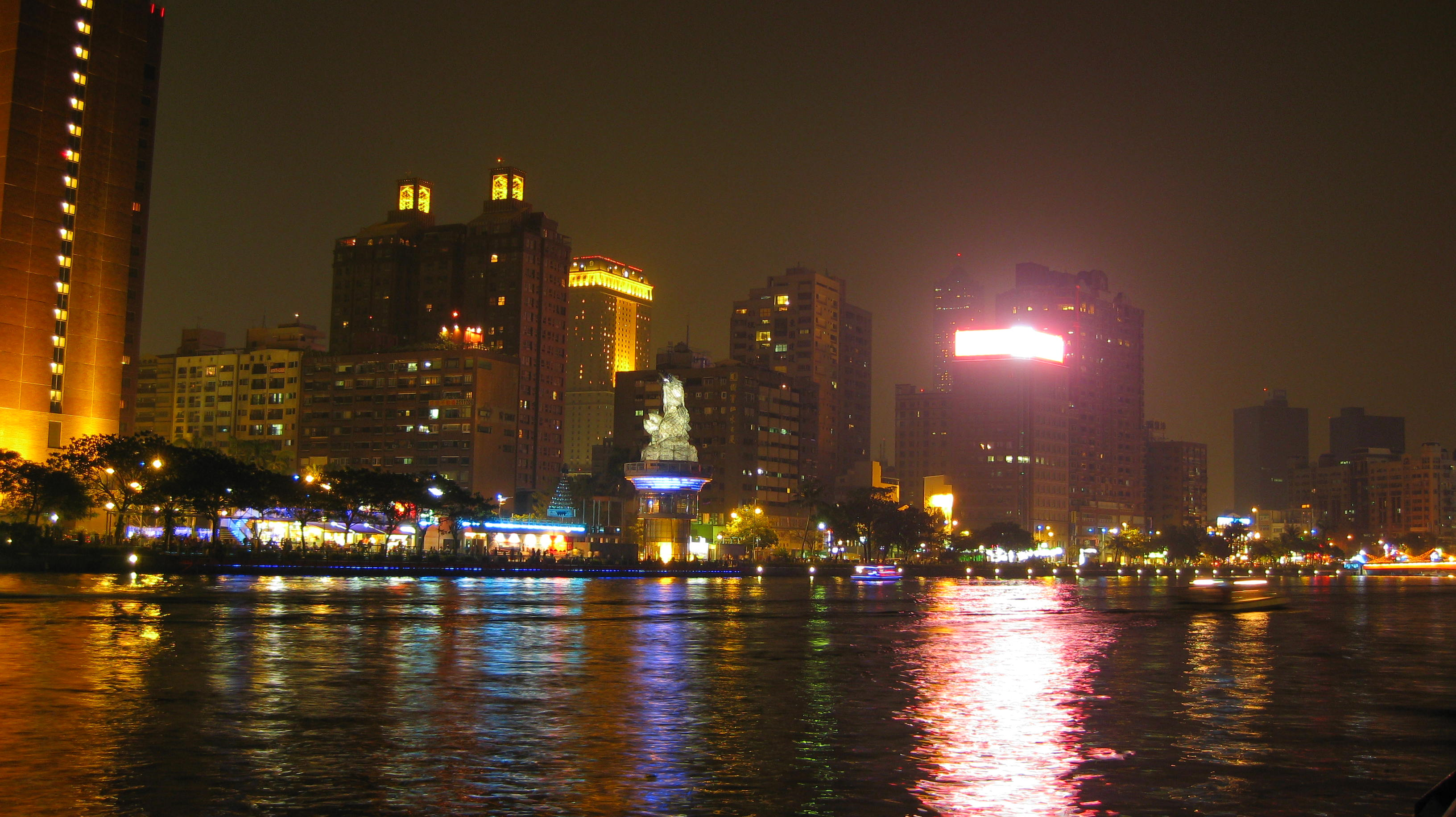

### Laternenfest
Das traditionell zwei Wochen nach dem chinesischen Neujahr stattfindende Laternenfest wird seit 2008 alljährlich am Ufer des Liebes-Flusses mit einer großen Laternenausstellung, Feuerwerk und Wasserspielen begangen. Jedes Jahr lockt das Ereignis wahre Menschenmassen von inner- und außerhalb Kaohsiungs an.

### Drachenbootrennen
Jedes Jahr am fünften Tag des fünften Monats nach dem chinesischen Kalender (im Juni nach westlichem Kalender) finden auf dem Liebes-Fluss Drachenbootrennen statt, an denen sich Schulen, Vereine, Organisationen, Firmen und privat organisierte Mannschaften mit Eifer beteiligen.
An den Ufern des Liebes-Flusses befinden sich der Gerichtshof, das Geschichtsmuseum und das Filmmuseum der Stadt Kaohsiung sowie ein Hotel. Der Liebes-Fluss hat für die Einwohner Kaohsiungs einen hohen Symbolcharakter, steht er doch sinnbildlich für die Entwicklung Kaohsiungs von einer reinen Industrie- und Hafenstadt zu einer modernen Metropole mit hoher Lebensqualität.

## Galerie

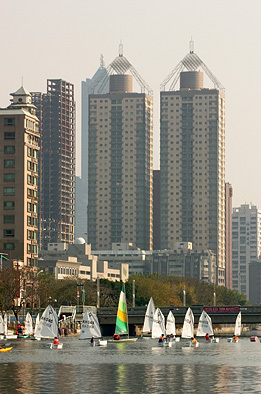
Segelboote auf dem Liebesfluss
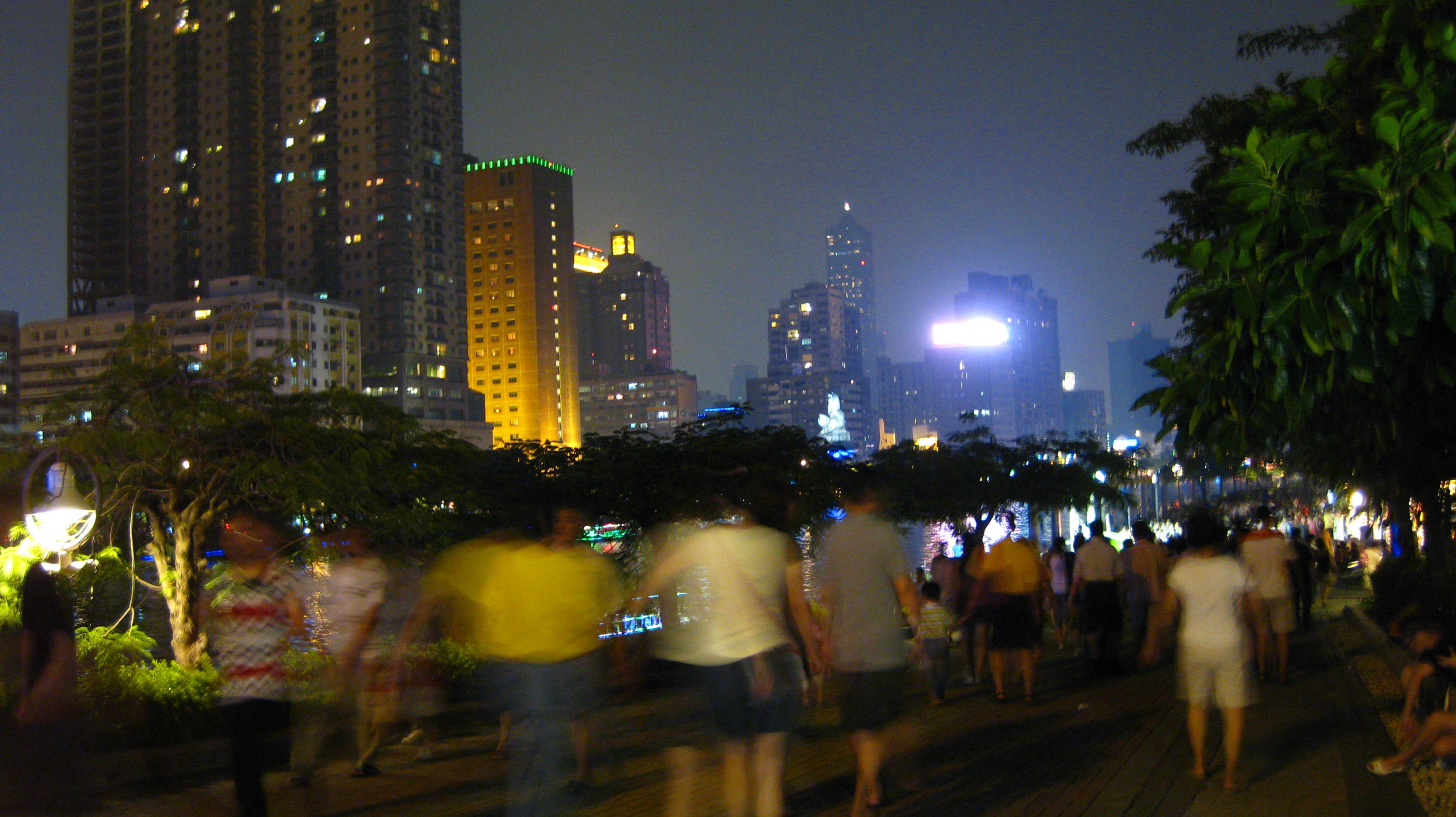
Spaziergänger am Abend
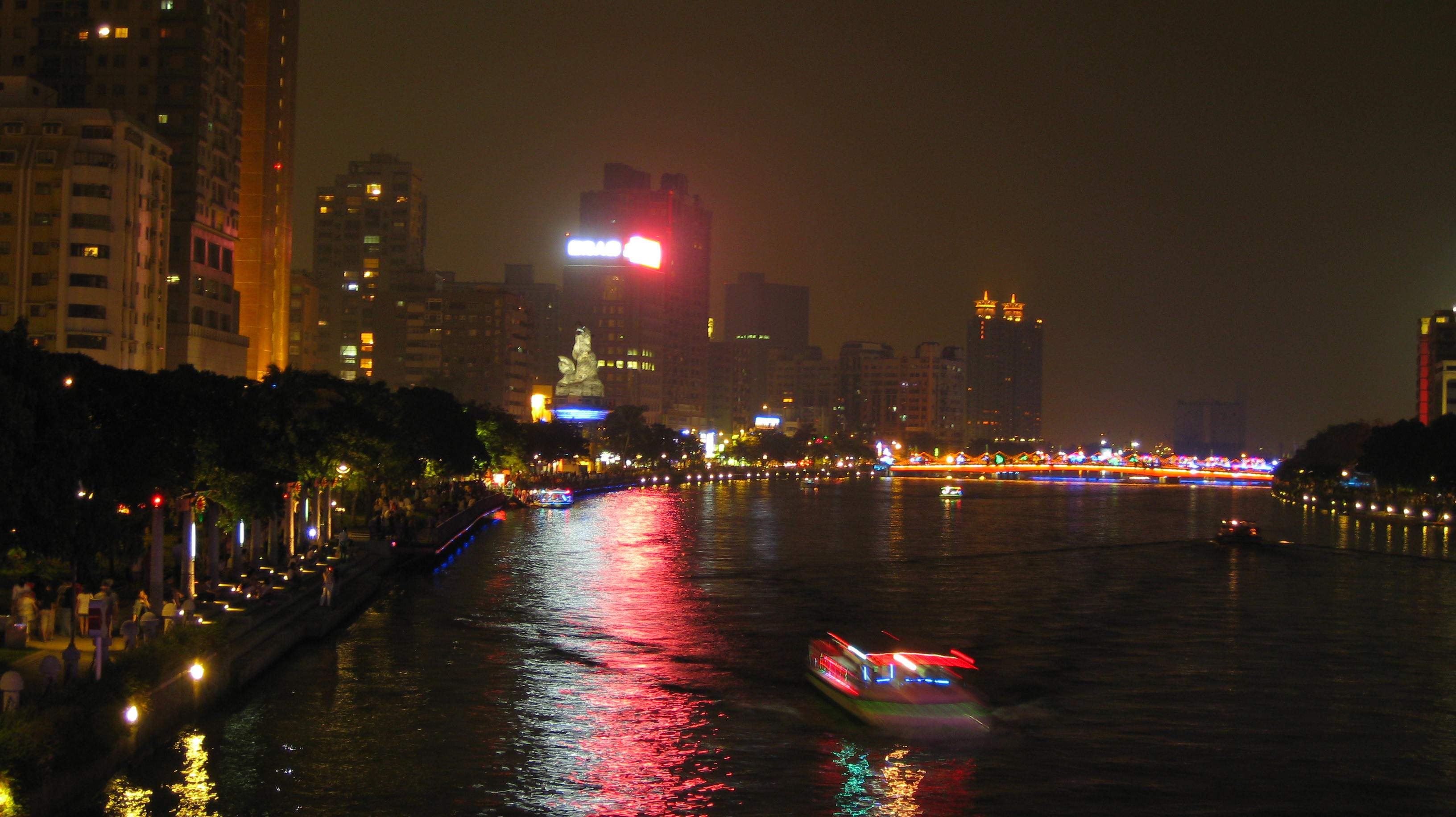
Der Liebes-Fluss bei Nacht
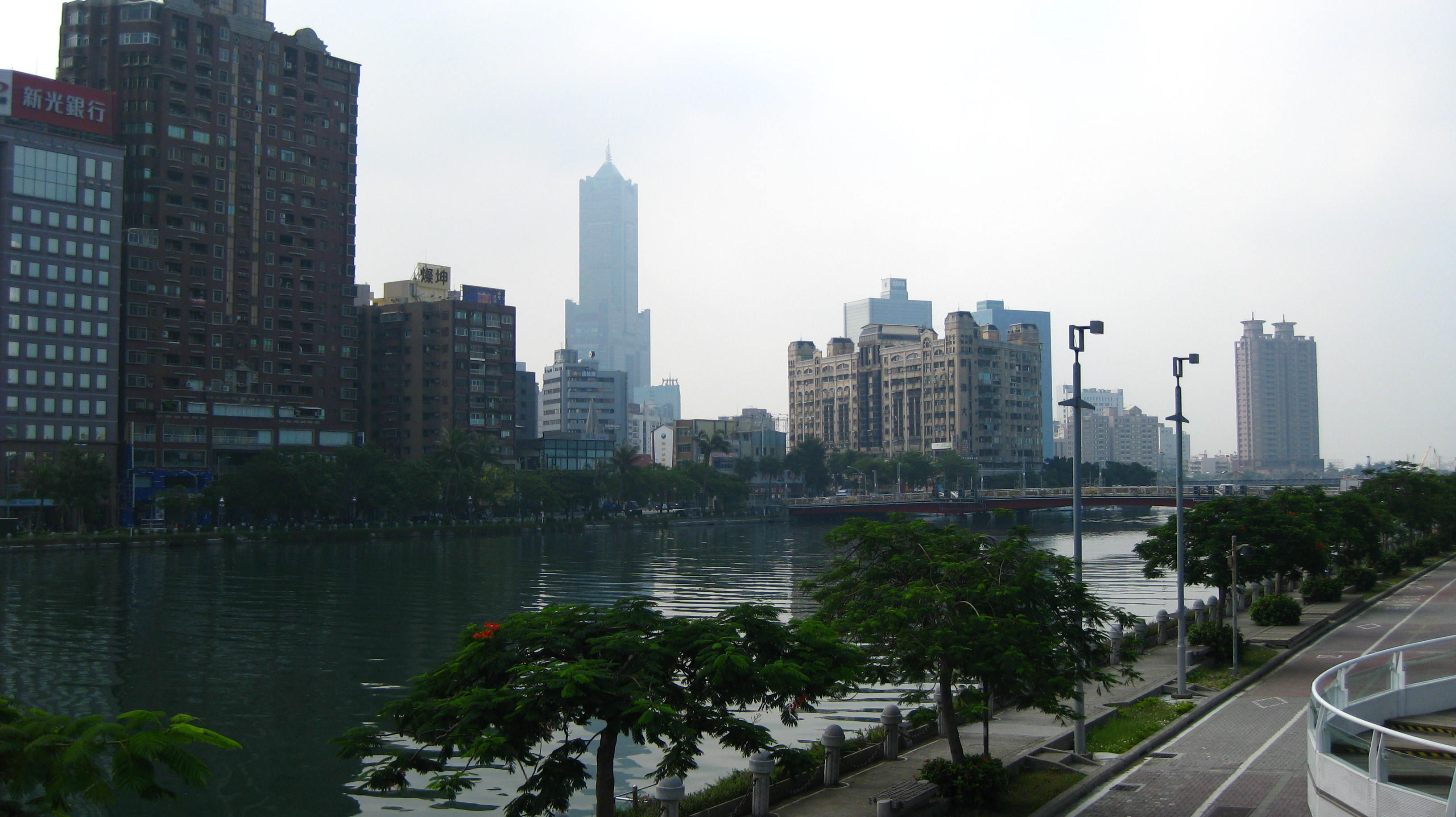
Der Liebes-Fluss am Morgen (1)
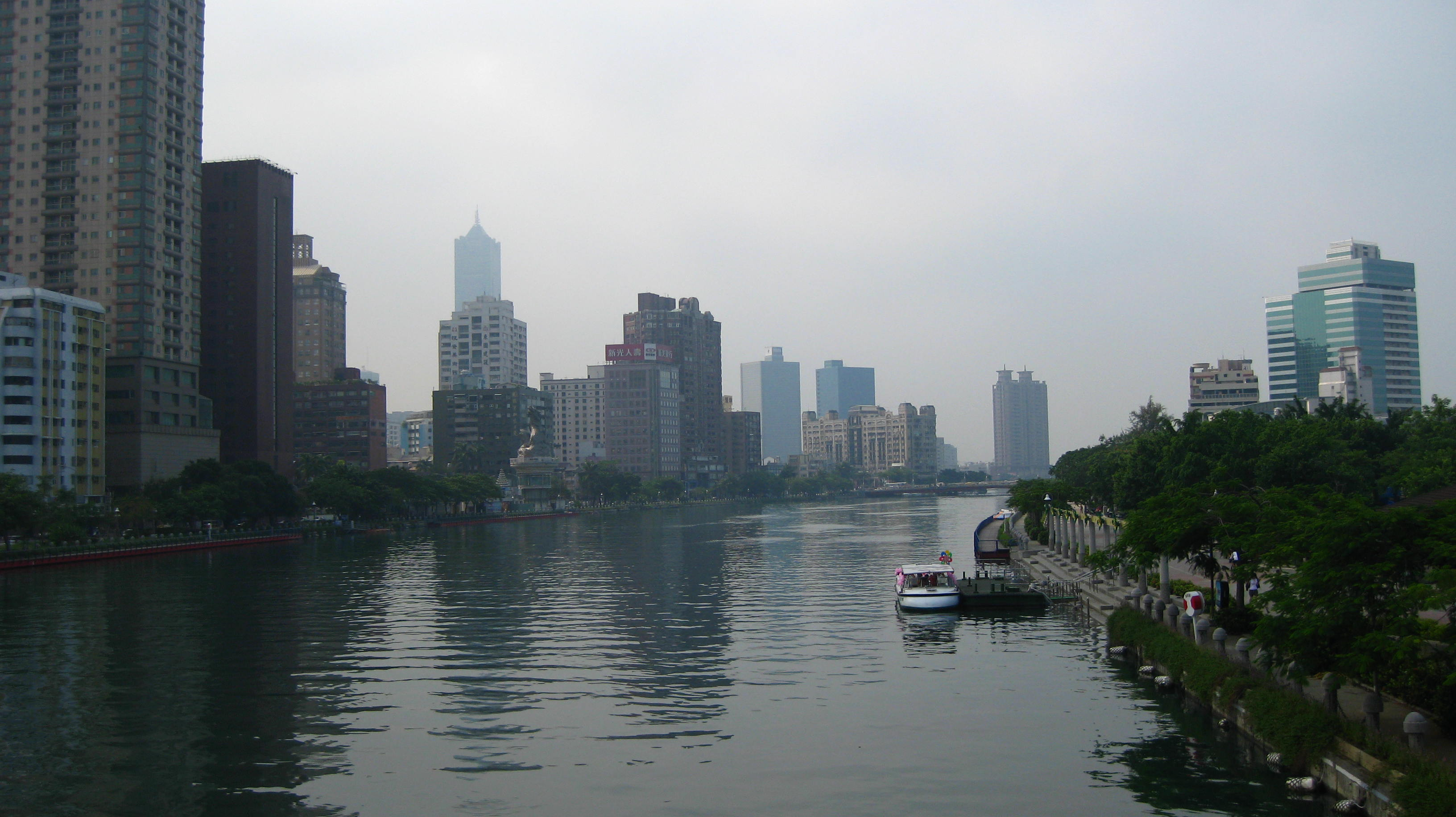
Der Liebes-Fluss am Morgen (2)